# Wi-Fi 5
Wi-Fi 5 (IEEE 802.11ac) je standard bezdrátových sítí rodiny IEEE 802.11 (s obchodním označení Wi-Fi) využívající frekvenci 5 GHz, který přinesl vysokou datovou propustnost. Standard 802.11ac byl vyvinut IEEE Standards Association mezi lety 2011–2013 a schválen byl v lednu 2014.
IEEE 802.11ac má teoretickou propustnost mezi více stanicemi alespoň 1 Gbps (gigabit za sekundu) a propustnost jedné linky alespoň 500 Mbps (0,5 Gbps). Zvýšení rychlosti bylo dosaženo rozšířením a vylepšením konceptů zavedených standardem IEEE 802.11n: širší radiofrekvenční pásmo (až 160 MHz), více prostorových MIMO kanálů (až osm), MU-MIMO (víceuživatelské MIMO) pro downlink (až pro čtyři klienty) a modulaci s vysokou hustotou (až 256-QAM).

## Nové technologie
Nové technologie zahrnuté v 802.11ac jsou:
- Rozšířené pásmo na kanál
  - Minimálně 80 MHz pro stanice (oproti 40 MHz maximu v 802.11n), možno až 160 MHz
- Více MIMO prostorových kanálů
  - Podpora pro až osm prostorových kanálů (oproti čtyřem v 802.11n)
- Downlink Multi-User MIMO (MU-MIMO, umožňuje až čtyři souběžná spojení k MU-MIMO klientům)
  - Umožňuje simultánní přenos dat od několika stanic najedou
    - „Prostorově dělené mnohočetné přístupy“ (Space Division Multiple Acces – SDMA): přenosové kanály nejsou odděleny frekvencí ale prostorově, podobně jako MIMO v 802.11n

  - Downlink MU-MIMO (jedno vysílající zařízení, více přijímajících zařízení) je zařazen jako volitelný režim.
- Modulace
  - 256-QAM (802.11n používá 64-QAM)
- Ostatní
  - Standardizované formování signálu umožňující kompatibilitu mezi zařízeními různých výrobců (802.11n tento standard nemá, což činilo správnou funkci formování nemožnou)
  - Modifikovaná vrstva MAC pro podporu zmíněných změn
  - Souběžná existence mechanismu pro 20/40/80/160 MHz kanály pro zachování kompatibility

## Povinné a nepovinné prvky
- Povinné prvky přenesené z 802.11a/g
  - 800 ns ochranný interval (ochrana před propagačním zpožděním)
  - Binární konvoluční kód
  - Jeden prostorový kanál
- Nové povinné prvky
  - 80 MHz šířka kanálů
- Nepovinné prvky přenesené z 802.11n
  - Dva až čtyři prostorové kanály
  - Low-density parity-check code (LDPC)
  - Space-Time Block Coding (STBC)
  - Formování vysílaného signálu (TxBF)
- Nové nepovinné prvky
  - Pět až osm prostorových kanálů
  - 160 MHz široké přenosové kanály
  - Spojování kanálů 80+80 MHz (nesouvislé spojování 80+80)
  - MCS 8/9 (256-QAM)

## Nové scénáře a konfigurace
Jednokanálové i vícekanálové vylepšení podporované 802.11ac umožňují několik nových scénářů použití bezdrátového připojení, například: streamování HD videa několika klientům naráz, rychlou synchronizaci a zálohu velkých datových souborů, bezdrátové připojení zobrazovacích zařízení, použití pro velké plochy pokrytí a automatizace výrobních procesů.
Po přidání USB 3.0 rozhraní k 802.11ac přístupovému bodu (AP) mohou zařízení využít připojené úložné zařízení k poskytování různých služeb jako streamování videa, FTP server a osobní cloud. S úložištěm připojeným skrze USB 2.0 není jednoduché naplnit celou šíři poskytovaného pásma.

### Příklady konfigurace
Předpokládáme QAM-256 5/6:
| Scénář | Typický formát klienta                                      | Rychlost připojení | Agregovaná kapacita (rychlost) |
| --- | ----------------------------------------------------------- | --- | ------------------------------ |
| AP s jednou anténou, Klient s jednou anténou, 80 MHz                                                                                  | Kapesní zařízení                                            | 433 Mbit/s | 433 Mbit/s                     |
| AP s dvěma anténami, Klient s dvěma anténami, 80 MHz                                                                                  | Tablet, laptop                                              | 867 Mbit/s | 867 Mbit/s                     |
| AP s jednou anténou, Klient s jednou anténou, 160 MHz                                                                                 | Kapesní zařízení                                            | 867 Mbit/s | 867 Mbit/s                     |
| AP s dvěma anténami, Klient s dvěma anténami, 160 MHz                                                                                 | Tablet, laptop                                              | 1.69 Gbit/s | 1.69 Gbit/s                    |
| AP s čtyřmi anténami, čtyři stanice s jednou anténou, 160 MHz (MU-MIMO)                                                               | Kapesní zařízení                                            | 867 Mbit/s každý klient | 3.39 Gbit/s                    |
| AP s osmi anténami, 160 MHz (MU-MIMO) - jeden klient s čtyřmi anténami - jeden klient s dvěma anténami - dva klienti s jednou anténou | Smart TV, Set-top Box, Tablet, Laptop, PC, kapesní zařízení | - 3.39 Gbit/s ke stanici s čtyřmi anténami - 1.69 Gbit/s ke stanici s dvěma anténami - 867 Mbit/s ke každé stanici s jednou anténou | 6.77 Gbit/s                    |
| AP s osmi anténami, čtyři stanice s dvěma anténami, 160 MHz (MU-MIMO)                                                                 | Smart TV, tablet, laptop, PC                                | 1.69 Gbit/s ke každé stanici | 6.77 Gbit/s                    |

## Rychlosti

### Teoretické
| 0 | BPSK    | 1/2 | 6.5  | 7.2  | 13.5  | 15  | 29.3  | 32.5  | 58.5  | 65    |
| 1 | QPSK    | 1/2 | 13   | 14.4 | 27    | 30  | 58.5  | 65    | 117   | 130   |
| 2 | QPSK    | 3/4 | 19.5 | 21.7 | 40.5  | 45  | 87.8  | 97.5  | 175.5 | 195   |
| 3 | 16-QAM  | 1/2 | 26   | 28.9 | 54    | 60  | 117   | 130   | 234   | 260   |
| 4 | 16-QAM  | 3/4 | 39   | 43.3 | 81    | 90  | 175.5 | 195   | 351   | 390   |
| 5 | 64-QAM  | 2/3 | 52   | 57.8 | 108   | 120 | 234   | 260   | 468   | 520   |
| 6 | 64-QAM  | 3/4 | 58.5 | 65   | 121.5 | 135 | 263.3 | 292.5 | 526.5 | 585   |
| 7 | 64-QAM  | 5/6 | 65   | 72.2 | 135   | 150 | 292.5 | 325   | 585   | 650   |
| 8 | 256-QAM | 3/4 | 78   | 86.7 | 162   | 180 | 351   | 390   | 702   | 780   |
| 9 | 256-QAM | 5/6 | N/A  | N/A  | 180   | 200 | 390   | 433.3 | 780   | 866.7 |

### Uváděné
| Typ    | 2.4 GHz Mbit/s | 5 GHz Mbit/s |
| ------ | -------------- | ------------ |
| AC600  | 150            | 433          |
| AC750  | 300            | 433          |
| AC1200 | 300            | 867          |
| AC1300 | 400            | 867          |
| AC1450 | 450            | 975          |
| AC1600 | 300            | 1,300        |
| AC1750 | 450            | 1,300        |
| AC1900 | 600            | 1,300        |
| AC2350 | 600            | 1,733        |
| AC3200 | 600            | 2,600        |

## Chipsety
| Prodejce        | Součástka #                                         | Kanály | LDPC | TxBF | 256-QAM | Aplikace           |
| --------------- | --------------------------------------------------- | ------ | ---- | ---- | ------- | ------------------ |
| Broadcom        | BCM43602[nedostupný zdroj]                          | 3      | Ano  | Ano  | Ano     | routery, laptopy   |
| Broadcom        | BCM4360                                             | 3      | Ano  | Ano  | Ano     | routery, laptopy   |
| Broadcom        | BCM43569                                            | 2      | Ano  | Ano  | Ano     | DTV                |
| Broadcom        | BCM4352 Archivováno 18. 4. 2015 na Wayback Machine. | 2      | Ano  | Ano  | Ano     | tablety            |
| Broadcom        | BCM4350                                             | 2      | Ano  | Ano  | Ano     | tablety            |
| Broadcom        | BCM4356                                             | 2      | Ano  | Ano  | Ano     | handsety, tablety  |
| Broadcom        | BCM4354                                             | 2      | Ano  | Ano  | Ano     | handsety, tablety  |
| Broadcom        | BCM4339                                             | 1      | Ano  | Ano  | Ano     | handsety           |
| Broadcom        | BCM4335 Archivováno 28. 7. 2012 na Wayback Machine. | 1      | Ano  | Ano  | Ano     | handsety           |
| Intel           | 3160 AC                                             | 1      | Ne   | Ano  | Ano     | laptopy            |
| Intel           | 7260 AC                                             | 2      | Ne   | Ano  | Ano     | laptopy, desktopy  |
| Intel           | 7265 AC                                             | 2      | N/A  | Ano  | Ano     | laptopy            |
| Marvell         | Avastar 88W8897                                     | 2      | Ano  | Ano  | Ano     | tablety            |
| Marvell         | Avastar 88W8864                                     | 3      | Ano  | Ano  | Ano     | routery            |
| Qualcomm        | WCN3680                                             | 1      | Ano  | Ano  | Ano     | handsety           |
| Qualcomm        | QCA9862                                             | 2      | Ano  | Ne   | Ano     | tablety            |
| Qualcomm        | QCA9880                                             | 3      | Ano  | Ne   | Ano     | domácí routery     |
| Qualcomm        | QCA9890                                             | 3      | Ano  | Ano  | Ano     | enterprise routery |
| Qualcomm        | QCA9892                                             | 2      | Ano  | Ano  | Ano     | tablety, PtP Linky |
| Qualcomm        | QCA9990                                             | 4      | Ano  | Ano  | Ano     | firemní AP         |
| Qualcomm        | QCA9992                                             | 3      | Ano  | Ano  | Ano     | firemní AP         |
| MediaTek        | MT7610                                              | 1      | N/A  | N/A  | N/A     | PC (PCIe nebo USB) |
| MediaTek        | MT7650[nedostupný zdroj]                            | 1      | N/A  | Ano  | Ano     | handsety           |
| MediaTek        | MT7612E                                             | 2      | Ano  | Ano  | Ano     | laptopy (PCIe 2.0) |
| MediaTek        | MT7612U                                             | 2      | Ano  | Ano  | Ano     | laptopy (USB 3.0)  |
| Quantenna       | QAC2300                                             | 4      | Ano  | Ano  | Ano     | routery            |
| Redpine Signals | RS9117                                              | 1      | Ano  | N/A  | Ano     | handsety           |
| Redpine Signals | RS9333                                              | 3      | Ano  | N/A  | Ano     | routery            |
| Realtek         | RTL8811AU                                           | 1      | N/A  | N/A  | N/A     | adaptery (USB 2.0) |
| Realtek         | RTL8812AU                                           | 2      | N/A  | N/A  | N/A     | adaptery (USB 3.0) |